# Unabhängiger Sportclub Münster 2020-2021
Questa voce raccoglie le informazioni riguardanti l'Unabhängiger Sportclub Münster nelle competizioni ufficiali della stagione 2020-2021.

## Organigramma societario
Area direttiva
- Presidente: Martin Gesigora

Area tecnica
- Allenatore: Teunis Buijs (fino a ottobre), Lisa Thomsen (ad interim), Ralph Bergmann (da dicembre)[1]
- Allenatore in seconda: Lisa Thomsen (fino a ottobre), Marvin Mallach (da ottobre)
- Assistente allenatore: Marvin Mallach (fino a ottobre), Max Filip, Felix Jülicher
- Scoutman: Felix Jülicher, Manuela Kiousis

Area sanitaria
- Medico: Christian Fechtrup, Rieke Herzog, Jessica Maurer, Stephan Maurer
- Fisioterapista: Anna Lea Pannenbacker, Nadine Rensing, Benedikt Wentrup

## Rosa
| N° | Nome               | Ruolo | Data di nascita   | Nazionalità sportiva |
| -- | ------------------ | ----- | ----------------- | -------------------- |
| 1  | Linda Bock         | L     | 27 maggio 2000    | Germania             |
| 2  | Taylor Nelson      | P     | 3 marzo 1996      | Stati Uniti          |
| 4  | Anika Brinkmann    | S     | 8 agosto 1986     | Germania             |
| 5  | Liza Kastrup       | O     | 5 ottobre 1999    | Germania             |
| 6  | Demi Korevaar      | C     | 9 agosto 2000     | Paesi Bassi          |
| 7  | Adeja Lambert      | S     | 25 gennaio 1996   | Stati Uniti          |
| 8  | Nele Barber        | S     | 27 ottobre 1994   | Germania             |
| 9  | Juliane Langgemach | C     | 6 novembre 1994   | Germania             |
| 10 | Sarah van Aalen    | P     | 21 giugno 2000    | Paesi Bassi          |
| 11 | Barbara Wezorke    | C     | 12 aprile 1993    | Germania             |
| 12 | Erika Kildau       | L     | 2 settembre 2002  | Germania             |
| 13 | Heloiza Pereira    | O     | 2 novembre 1990   | Brasile              |
| 14 | Pia Mohr           | S     | 24 novembre 2002  | Germania             |
| 14 | Luisa van Clewe    | C     | 24 febbraio 2003  | Germania             |
| 15 | Mia Kirchhoff      | S     | 10 settembre 2004 | Germania             |

## Statistiche

### Statistiche di squadra
| Competizione      | Punti | In casa | In casa | In casa | In trasferta | In trasferta | In trasferta | Totale | Totale | Totale |
| Competizione      | Punti | G       | V       | P       | G            | V            | P            | G      | V      | P      |
| ----------------- | ----- | ------- | ------- | ------- | ------------ | ------------ | ------------ | ------ | ------ | ------ |
| 1. Bundesliga     | 19    | 10      | 5       | 5       | 10           | 1            | 9            | 20     | 6      | 14     |
| Coppa di Germania | -     | 1       | 0       | 1       | 0            | 0            | 0            | 1      | 0      | 1      |
| Totale            | -     | 11      | 5       | 6       | 10           | 1            | 9            | 21     | 6      | 15     |

G = partite giocate; V = partite vinte; P = partite perse

### Statistiche dei giocatori
| Giocatore     | 1. Bundesliga | 1. Bundesliga | 1. Bundesliga | 1. Bundesliga | 1. Bundesliga | Coppa di Germania | Coppa di Germania | Coppa di Germania | Coppa di Germania | Coppa di Germania | Totale | Totale | Totale | Totale | Totale |
| Giocatore     | P             | PT            | AV            | MV            | BV            | P                 | PT                | AV                | MV                | BV                | P      | PT     | AV     | MV     | BV     |
| ------------- | ------------- | ------------- | ------------- | ------------- | ------------- | ----------------- | ----------------- | ----------------- | ----------------- | ----------------- | ------ | ------ | ------ | ------ | ------ |
| N. Barber     | 19            | 170           | 152           | 14            | 4             | 1                 | 9                 | 6                 | 3                 | 0                 | 20     | 179    | 158    | 17     | 4      |
| L. Bock       | 18            | 67            | 54            | 11            | 2             | 1                 | 0                 | 0                 | 0                 | 0                 | 19     | 67     | 54     | 11     | 2      |
| A. Brinkmann  | 15            | 208           | 182           | 11            | 15            | 1                 | 22                | 20                | 1                 | 1                 | 16     | 230    | 202    | 12     | 16     |
| L. Kastrup    | 18            | 135           | 112           | 20            | 3             | 1                 | 8                 | 8                 | 0                 | 0                 | 19     | 143    | 120    | 20     | 3      |
| E. Kildau     | 7             | 0             | 0             | 0             | 0             | 0                 | 0                 | 0                 | 0                 | 0                 | 7      | 0      | 0      | 0      | 0      |
| M. Kirchhoff  | 9             | 4             | 3             | 1             | 0             | 1                 | 5                 | 5                 | 0                 | 0                 | 10     | 9      | 8      | 1      | 0      |
| D. Korevaar   | 19            | 107           | 81            | 18            | 8             | 1                 | 12                | 9                 | 3                 | 0                 | 20     | 119    | 90     | 21     | 8      |
| A. Lambert    | 18            | 111           | 92            | 12            | 7             | 1                 | 4                 | 3                 | 0                 | 1                 | 19     | 115    | 95     | 12     | 8      |
| J. Langgemach | 15            | 88            | 67            | 14            | 7             | 1                 | 1                 | 1                 | 0                 | 0                 | 16     | 89     | 68     | 14     | 7      |
| P. Mohr       | 1             | 0             | 0             | 0             | 0             | 0                 | 0                 | 0                 | 0                 | 0                 | 1      | 0      | 0      | 0      | 0      |
| T. Nelson     | 19            | 28            | 14            | 7             | 7             | 1                 | 1                 | 1                 | 0                 | 0                 | 20     | 29     | 15     | 7      | 7      |
| H. Pereira    | 12            | 77            | 58            | 12            | 7             | 0                 | 0                 | 0                 | 0                 | 0                 | 12     | 77     | 58     | 12     | 7      |
| S. van Aalen  | 20            | 40            | 19            | 16            | 5             | 1                 | 5                 | 4                 | 1                 | 0                 | 21     | 45     | 23     | 17     | 5      |
| L. van Clewe  | -             | -             | -             | -             | -             | -                 | -                 | -                 | -                 | -                 | 0      | 0      | 0      | 0      | 0      |
| B. Wezorke    | 19            | 157           | 115           | 31            | 11            | 1                 | 10                | 8                 | 1                 | 1                 | 20     | 167    | 123    | 32     | 12     |

P = presenze; PT = punti totali; AV = attacchi vincenti; MV = muri vincenti; BV = battute vincenti